# Syntormon oregonense
Syntormon oregonense är en tvåvingeart som beskrevs av Hamrston och Frank Hall Knowlton 1942. Syntormon oregonense ingår i släktet Syntormon och familjen styltflugor.
Artens utbredningsområde är Oregon. Inga underarter finns listade i Catalogue of Life.